# 七瀬七名
七瀬 七名（ななせ なな、1998年〈平成10年〉4月14日 - ）は、日本の女優、タレント。長野県千曲市出身。身長169cm。血液型はA型。

## 来歴
1998年、長野県千曲市出身。長野市立裾花中学校時代に全日本中学校バレーボール連合大会で優勝。上京後、不動産会社勤務などを経て女優へ転身した。

## 出演

### テレビドラマ
- 2022年 ユーコム映像制作会社「私をサウナに連れてって」 [2]
- 2021年 鈴木浩介監督 WOWOWドラマ「ヒル」 - 看護師 役
- 2020年 筧昌也監督 日本テレビ「バベル九朔」 - 淑女 役

### CM
- 2021年 マクドナルド50周年記念 - 店員 役

### 映画
- 2021年 藤原健一監督 Vシネマ「織田同志会」 - キャバ嬢 役
- 2021年 宮野ケイジ監督「さよならバンドアパート」 - 竹中直人さん女友達 役
- 2020年 小中和哉監督「星空の向こうの国」 - 女子高生 役

### 舞台
- 2020年 清水エンターテインメント主催「星の王子さま」 - バラ 役

### イベント
- 2022年 第3回サンスポGOGOクイーン（予選1位）
- 2020年 - 2021年 長野県上田市アンバサダー